# Marocko i olympiska vinterspelen 1988
Marocko deltog i olympiska vinterspelen 1988. Marockos trupp bestod av 3 idrottare, alla var män som deltog i alpin skidåkning.

## Resultat

### Alpin skidåkning
- Storslalom herrar
  - Ahmad Ouachit - DNF
  - Lotfi Housnialaoui - DNF
  - Ahmed Ait Moulay - DNF

- Slalom herrar
  - Ahmad Ouachit - 41
  - Ahmed Ait Moulay - 42
  - Lotfi Housnialaoui - 47